# Kronsmoor
Kronsmoor est une commune allemande du Schleswig-Holstein, située dans l'arrondissement de Steinburg (Kreis Steinburg), à cinq kilomètres au sud-est de la ville d'Itzehoe. Kronsmoor est l'une des onze communes de l'Amt Breitenburg dont le siège est à Breitenburg.